# Rina Hill
Rina Hill (nacida como Rina Bradshaw, Brisbane, 7 de julio de 1969) es una deportista australiana que compitió en triatlón y acuatlón.
Ganó dos medallas en el Campeonato de Oceanía de Triatlón en los años 2000 y 2006. Además, obtuvo una medalla en el Campeonato Mundial de Triatlón de Larga Distancia de 1998. En acuatlón consiguió tres medallas en el Campeonato Mundial entre los años 1998 y 2001.

## Palmarés internacional
| Campeonato de Oceanía | Campeonato de Oceanía    | Campeonato de Oceanía | Campeonato de Oceanía |
| Año                   | Lugar                    | Medalla               | Prueba                |
| --------------------- | ------------------------ | --------------------- | --------------------- |
| 2000                  | Gisborne (Nueva Zelanda) | Medalla de bronce     | Individual            |
| 2006                  | Geelong (Australia)      | Medalla de plata      | Individual            |

| Campeonato Mundial | Campeonato Mundial | Campeonato Mundial | Campeonato Mundial |
| Año                | Lugar              | Medalla            | Prueba             |
| ------------------ | ------------------ | ------------------ | ------------------ |
| 1998               | Isla Sado (Japón)  | Medalla de oro     | Individual         |

| Campeonato Mundial | Campeonato Mundial | Campeonato Mundial | Campeonato Mundial |
| Año                | Lugar              | Medalla            | Prueba             |
| ------------------ | ------------------ | ------------------ | ------------------ |
| 1998               | Noosa (Australia)  | Medalla de oro     | Individual         |
| 1999               | Noosa (Australia)  | Medalla de oro     | Individual         |
| 2001               | Edmonton (Canadá)  | Medalla de plata   | Individual         |